# Ҽ
Ҽ (minuscule : ҽ), appelé tché abkhaze, est une lettre additionnelle de l’alphabet cyrillique utilisée dans l’écriture de l’abkhaze, parlée dans le Caucase. Elle note la consonne affriquée [ʈ͡ʂ]. Elle vient entre le E et le Ҿ dans l’ordre alphabétique abkhaze.
Elle peut être retranscrite dans l’alphabet latin de plusieurs façons : ‹ c̆ › (ISO 9:1995), ‹ č › (KNAB 1997, TITUS 2000), ‹ ćh › (ALA-LC 1997), ‹ c͟h › (BGN/PCGN 2011).

## Utilisation

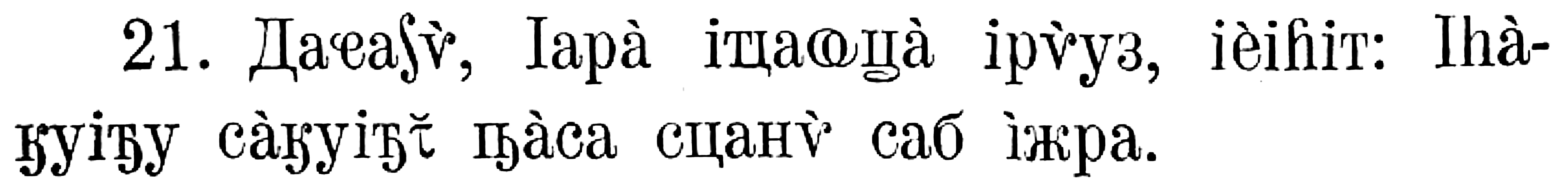
Matthieu 8:21 dans les Évangiles en abkhaze publiés en 1912.

## Représentation informatique
Cette lettre possède les représentations Unicode suivantes :
| formes    | représentations | chaînes de caractères | points de code | descriptions                             |
| --------- | --------------- | --------------------- | -------------- | ---------------------------------------- |
| capitale  | Ҽ               | Ҽ                     | U+04BC         | lettre majuscule cyrillique tché abkhaze |
| minuscule | ҽ               | ҽ                     | U+04BD         | lettre minuscule cyrillique tché abkhaze |